# Keleti magyarok
Keleti magyarok alatt a magyar nép kialakulásának időszaka során vándorló magyar törzsektől elszakadt magyar néprészeket értjük. A 13. században Julianus barát még talált olyan magyarokat keleten Magna Hungaria területén, akiknek beszédét megértette, a tatárjárás után ilyeneket már nem találtak.
A 2010-es években magyar expedíciók az Urál keleti oldalán, az Ujelgi-tó környékén a honfoglalás kori Kárpát-medencei leletek közeli párhuzamait tárták fel 9–11. századi temetőkben.

## A Volga–Káma menti magyarok
Magna Hungaria a régebben feltételezett magyar őshaza latin neve. Létezéséről Julianus barát tudósított 1236-ban. Őt megerősítette Plano Carpini is.

## Kaukázusi magyarok
A Kaukázusi Magyarország a magyarok nyugat felé vándorlása során az egyik hosszabban feltételezhető szállásterületük volt a Kaukázus északi előterében, ahol valószínűleg a száraz kazah sztyeppén korábban élt lovas nomadizmusuk után a csapadékosabb környezetben letelepedettebb, ún. félnomadizmusra tértek át, ami kiterjedt földművelést, az állattartásban pedig marhatartást és disznótartást is jelentett. Mindezt a magyar nyelv illető jövevényszavai alapján csuvasos jellegű, ogur török – ogurok, bolgár-törökök, kazárok – környezetben tették. A fémművességgel is itt ismerkedhettek meg mélyebben, amiről a magyar nyelv kaukázusi jövevényszavai – réz, vas – tanúskodnak. 
Romantikus őstörténészek a magyarság itteni szállásterületét kiterjesztették Kummagyaria – azaz a Kuma folyó mentén élő magyarok országa – néven egy a 14. századig fennálló második – vagy harmadik, hiszen a baskír-bolgár Magna Hungaria északon a Volga mentén is túlélhetett a feltevés szerint – erős Nagymagyarország víziójává, amely mögött valószínűleg helyben maradt néptöredékek emlékeinek felnagyítása, illetve valós adatok bizonyíthatatlan interpolációja (fantázia) áll. 

## Közép-ázsiai magyarok
Benkő Mihály napjainkban, keleti útjai során úgy vélte, rátalált az ún. kipcsak-magyarok utódaira:
„1991-től kezdve a honfoglalás kori magyar temetkezési szokások mai napig élő néprajzi emlékeit kutattam Belső-Ázsiában. Évente elutaztam az északnyugat-mongóliai Bayan-Ölgij megyébe, a Mongol Altaj hegyeibe, a mongóliai kazakok közé. Számomra is váratlan volt, hogy honfoglalásunk 1100-ik évfordulójának évében, 1996-ban tudomást szereztem arról, hogy a mongóliai kazakok között, de Kazakhsztánban is, napjainkig fennmaradtak mazsarnak, vagyis magyarnak mondott családok, nemzetségek ezeket Julianus barát magyarjai utódainak tekinthetjük.”

## Ősmagyar temetkezések az Urál keleti oldalán
A 2010-es években az Ujelgi-tó környékén magyar expedíciók által feltárt temetőben három temetkezési horizont található, amelyek a 9., 9–10. és a 10–11. századoknak felelnek meg. Az három réteg mintái között genetikai folytonosság van. A filogenetikai és populációgenetikai analízis az Urál két oldalához és a Kárpát-medencéhez, azaz a modern hanti, manysi, a honfoglaló magyar mintákhoz, valamint a Volga–Urál vidékének baskírjaihoz és tatárjaihoz fűződő genetikai kapcsolatokat tárt fel.